# 普瓦尼拉福雷
普瓦尼拉福雷（法語：Poigny-la-Forêt，法語發音：[pwaɲi la fɔʁɛ] ⓘ）是法国伊夫林省的一个市镇，属于朗布依埃区。

## 地理
普瓦尼拉福雷（48°40'40"N, 1°45'13"E）面积23.27 平方千米，位于法国法蘭西島大區伊夫林省，该省份为法国北部内陆省份，北起瓦兹河谷省，西接厄尔省，西南接厄尔-卢瓦省，东南接埃松省，东临上塞纳省。
与普瓦尼拉福雷接壤的市镇（或旧市镇、城区）包括：拉布瓦西耶尔-埃科勒、莱布雷维艾尔、加兹朗、埃尔默赖、朗布依埃、伊夫林地区圣莱热。

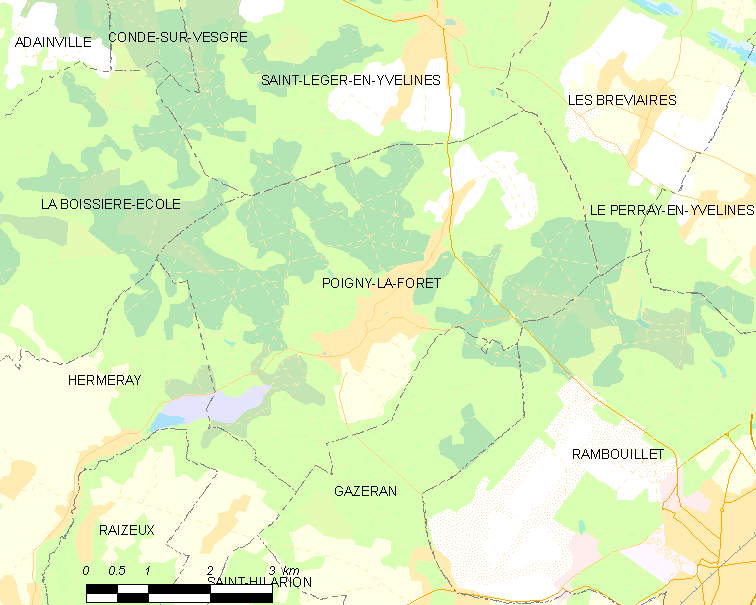
普瓦尼拉福雷的OSM定位图

普瓦尼拉福雷的时区为UTC+01:00、UTC+02:00（夏令时）。

## 行政
普瓦尼拉福雷的邮政编码为78125，INSEE市镇编码为78497。

## 政治
普瓦尼拉福雷所属的省级选区为朗布依埃县。

## 人口

1962-2008年间普瓦尼拉福雷人口变化图示

普瓦尼拉福雷于2022年1月1日时的人口数量为930人。